# Choli
Choli (Hindi: चोली, colī; Telugu: lengha; w Pakistanie: ravika) – krótka bluzeczka noszona w Indiach, Pakistanie, Bangladeszu, Sri Lance i innych krajach, w których nosi się także sari.

## Galeria

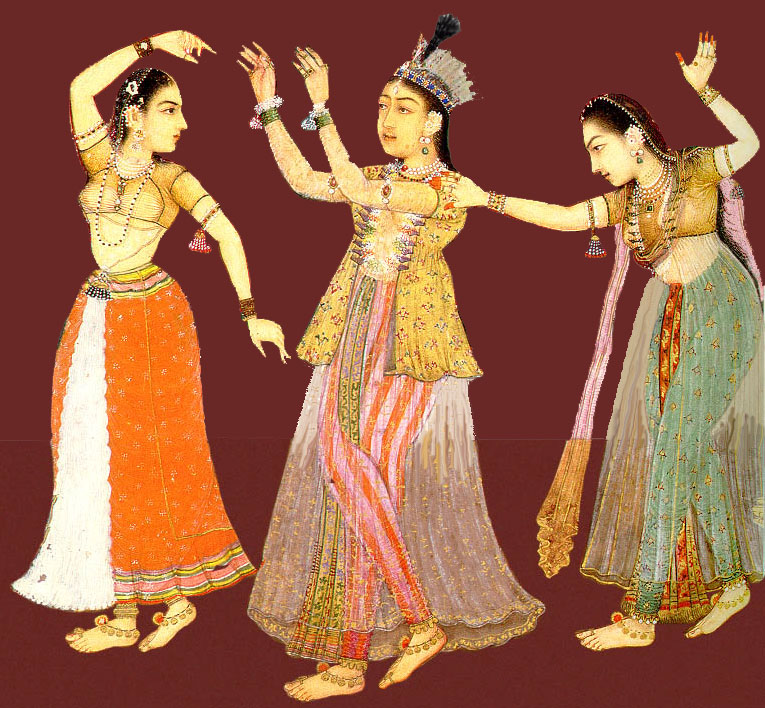
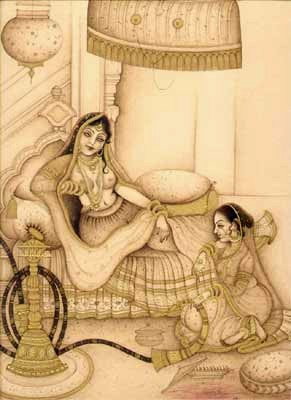
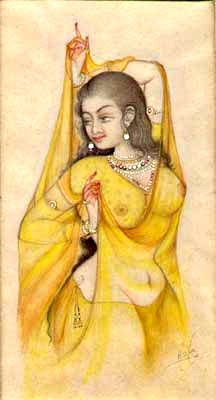
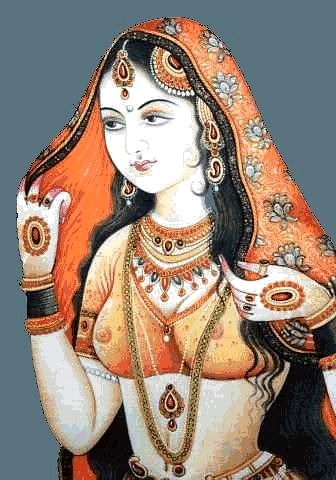